# Шток (геологія)

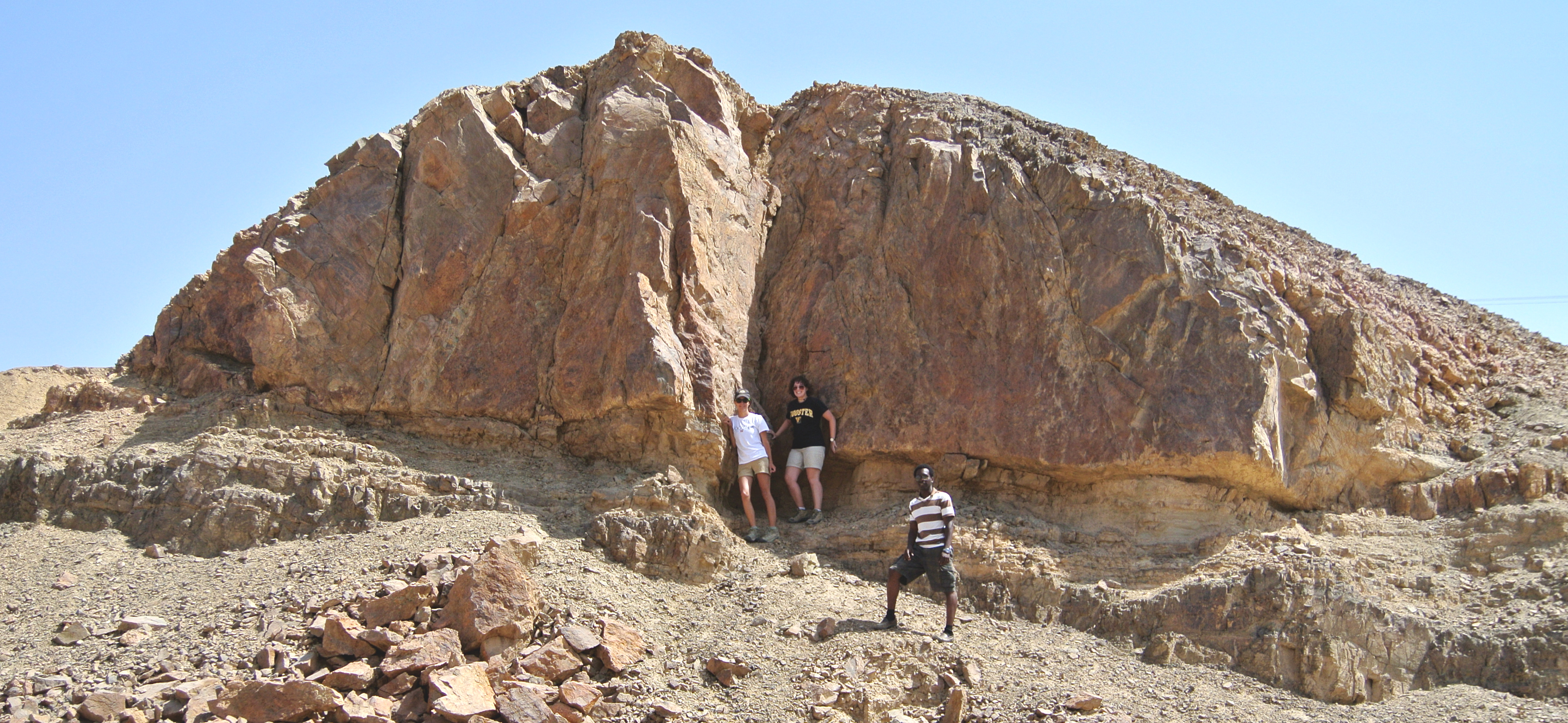
Шток кварц-лужних сієнітів тріасового віку, кратер Рамон (Махтеш Рамон), на півдні Ізраїлю.

Шток (рос. шток, англ. stock, boss; нім. Kolbenstange f, Stock m, Intrusivkörper m) — одна зі структур інтрузивних комплексів, є субізометричним тілом, колоноподібної форми, здебільшого мають круте падіння.

## Загальний опис
Прийнято вважати штоками інтрузивні тіла, площа яких не перевищує 100 км².
Штоки з паралельними вертикальними контактами називають хонолітами, конусоподібні штоки — етмолітами.
Шток — геологічне тіло, яке має циліндричну, краплеподібну або ізометричну форму. Ш. — форма залягання гірських порід, г.ч. магматичного походження. Розміри Ш. у поперечнику від дек. м до дек. км; по довгій осі — до дек. км. За умовами утворення розрізняють Ш. тектонічні, магматичні і метасоматичні. Тектонічні Ш. виникають внаслідок видавлювання пластичної речовини г.п. при їх тектонічних деформаціях. Прикладом можуть служити Ш. кам'яної солі в областях діапірової тектоніки (див. діапіризм). Магматичні Ш. утворюються при впровадженні магматичного розплаву. Метасоматичні Ш. утворюються при заміщенні г.п. мінеральною речовиною, яка відкладається з гарячих гідротермальних розчинів, що циркулюють у земній корі. До них належить Ш. руд міді, свинцю, цинку, олова, стибію та ін. металів.